# 巴登

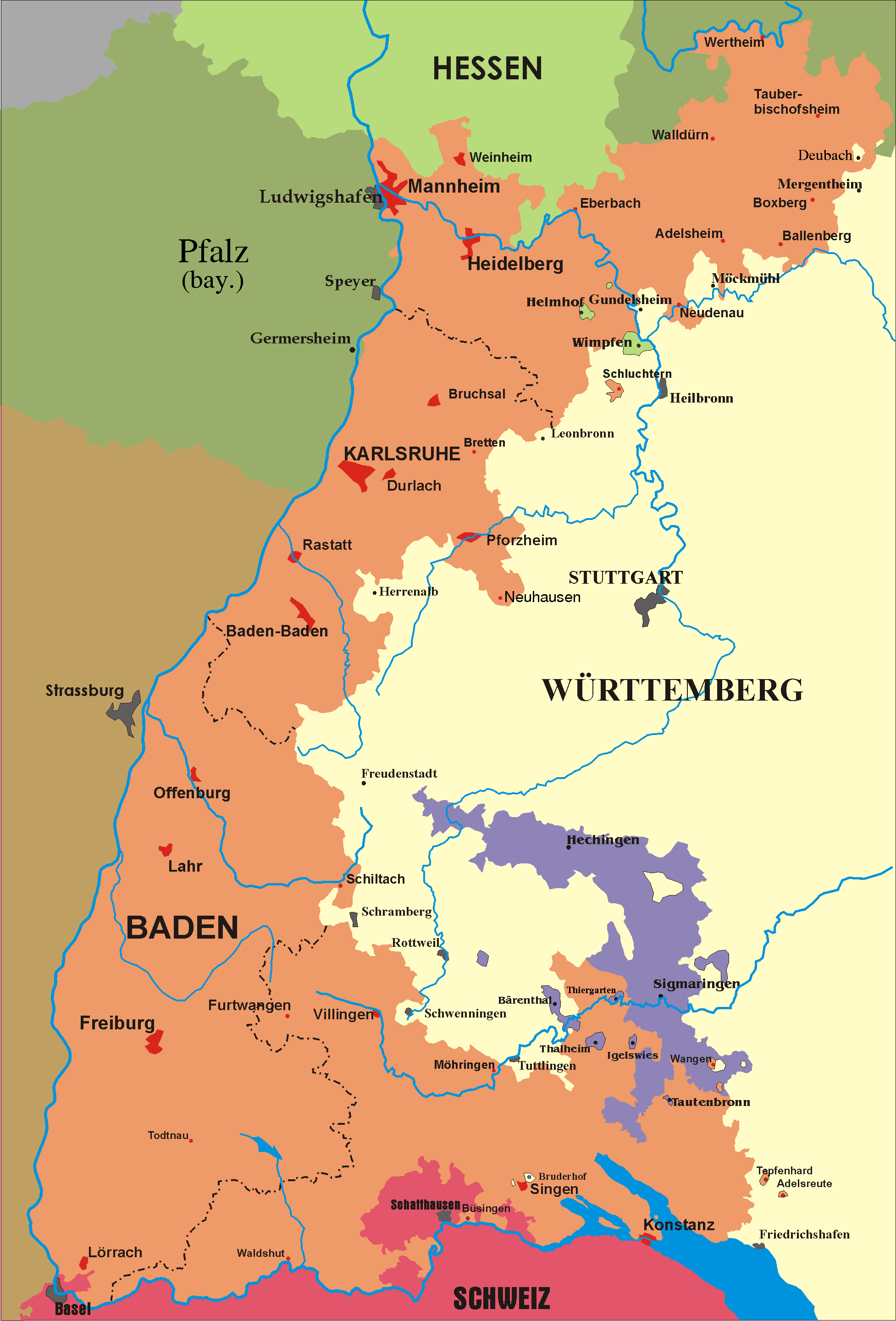
巴登 1806–1945

巴登（德語：Baden），是一个德国历史地名，位于德国西南部的施瓦本，为今天巴登-符腾堡州的一部分。巴登全境呈L形，西面隔莱茵河与法国、普法尔茨相望，南边与瑞士相隔一条莱茵河，北面与黑森接壤，东北与巴伐利亚共享一小段边界，东部与符腾堡、霍亨索伦为邻。巴登面积约15070平方千米，人口约231万，首府卡尔斯鲁厄。
巴登起源于12世纪的巴登藩侯國，统治者属于哲林根王朝，经过若干次分裂后于1771年重新统一。1803年，巴登升为巴登选侯国，1806年升格为巴登大公国，为附庸拿破仑的莱茵邦聯的一部分。1871年加入德意志帝国。1918年一战结束后，君主制被推翻，末代大公弗里德里希二世退位。之后经历了巴登共和国和南巴登（1933年被纳粹撤銷，建立了巴登大區）后与符腾堡-霍亨索伦合并，1952年建立了新的巴登-符腾堡州，首府在斯图加特。